# Galzignano Terme
Galzignano Terme (velenceiül Galzignan) település Olaszországban, Veneto régióban, Padova megyében. Lakosainak száma 4288 fő (2023. január 1.). Galzignano Terme Arquà Petrarca, Battaglia Terme, Monselice, Teolo, Torreglia, Baone, Cinto Euganeo, Montegrotto Terme és Vo’ községekkel határos.

## Népesség
A település lakossága az elmúlt években az alábbi módon változott:
| Lakosok száma | 4329 | 4321 | 4288 |
|               | 2017 | 2018 | 2023 |